# Barisis-aux-Bois
Barisis-aux-Bois, è un comune francese di 733 abitanti situato nel dipartimento dell'Aisne della regione dell'Alta Francia.
Si è chiamata Barisis fino al 3 dicembre 2014.

## Società

### Evoluzione demografica
Abitanti censiti